# Balistes capriscus
Pour les articles homonymes, voir Cabri (homonymie).
 (octobre 2020).
Si vous disposez d'ouvrages ou d'articles de référence ou si vous connaissez des sites web de qualité traitant du thème abordé ici, merci de compléter l'article en donnant les références utiles à sa vérifiabilité et en les liant à la section « Notes et références ».
Espèce
Statut de conservation UICN

 VU A2bd : Vulnérable
Le baliste cabri (Balistes capriscus), aussi connu sous le nom de baliste commun, est une espèce de poissons de la famille des Balistidae vivant dans les eaux de la Méditerranée et de l'océan Atlantique. Il se nourrit de crustacés et de mollusques qu'il broie avec sa puissante mâchoire.

## Découverte
Cette espèce fut décrite et nommée en 1789 par le naturaliste allemand Johann Friedrich Gmelin, dans le cadre de la 13e édition du Systema naturae de Carl von Linné.

## Description

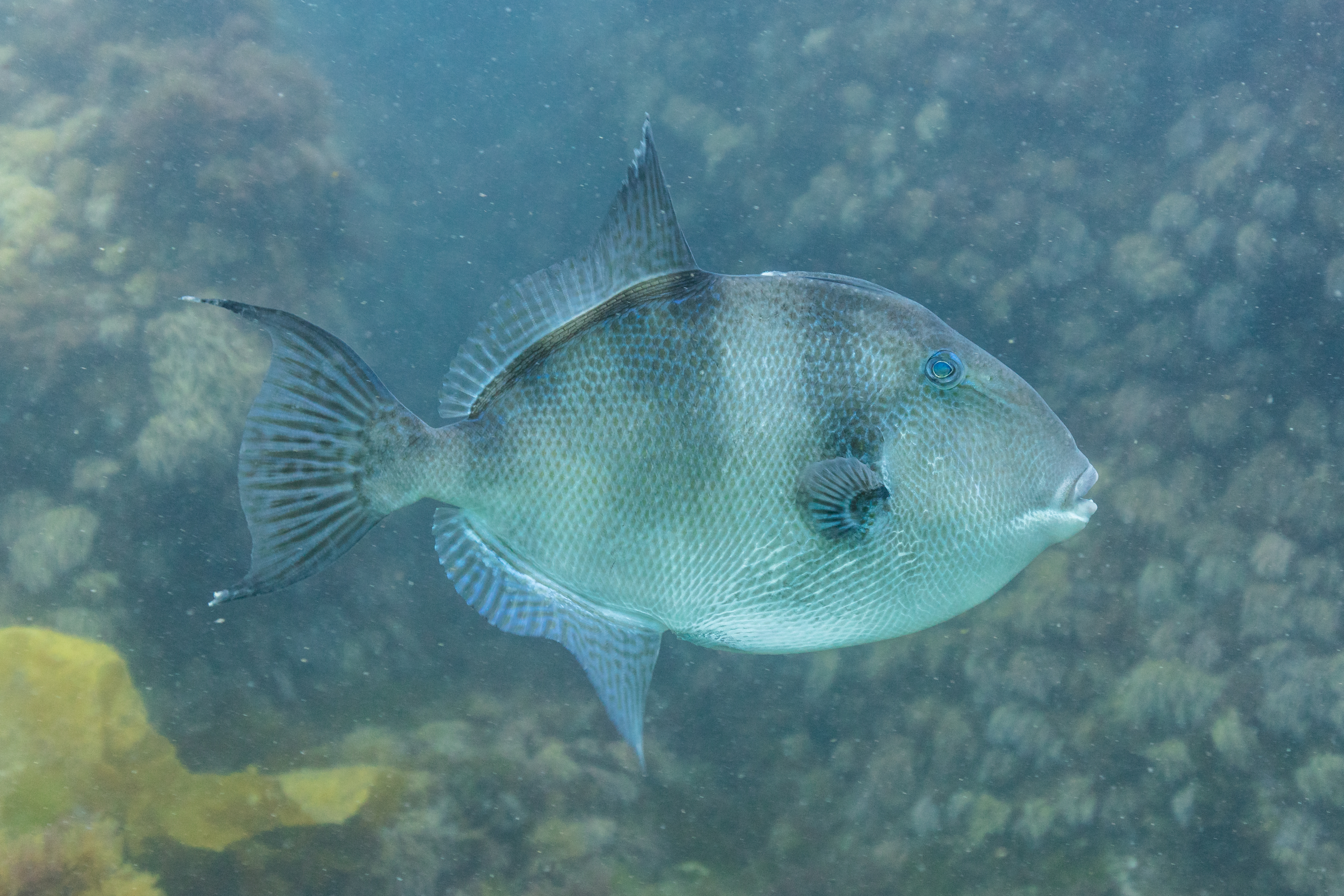
Un baliste commun dans le parc naturel de l'Arrábida, Portugal. Juillet 2020.

Le baliste cabri a une mâchoire puissante avec des incisives très marquées lui permettant de briser les coquilles d’huîtres et de moules. Ses yeux sont très en retrait par rapport à sa bouche, ce qui lui permet de ne pas se blesser lorsqu'il casse des coquillages. 
Il est doté d'épines dorsales très affûtées, qu'il dresse lorsqu'il se sent en danger[réf. souhaitée].

## Aire de répartition
Le baliste commun fréquente les eaux de la mer Méditerranée (côtes sud notamment) et de l'océan Atlantique. Il peut aussi occasionnellement être aperçu dans les eaux de la Manche. Il ne se trouve généralement pas près des zones de baignade, bien que cela puisse arriver. 
Il est parfois confondu avec d'autres types de balistes vivant sous les tropiques, ce qui entretient une confusion sur son aire de répartition aux yeux du grand public.

## Comportement
Le baliste commun est un poisson très caractériel et agressif, qui n'hésite pas à mordre les humains qu'il trouve sur son chemin (baigneurs, soigneurs en aquarium), parfois jusqu'au sang. Ce comportement peut être expliqué par une volonté de chasser, de défendre son territoire en période de reproduction ou tout simplement par une sensation de faim. Cette attitude est exacerbée par le réchauffement des eaux, qui augmente le métabolisme de ce poisson. 

## Liens externes

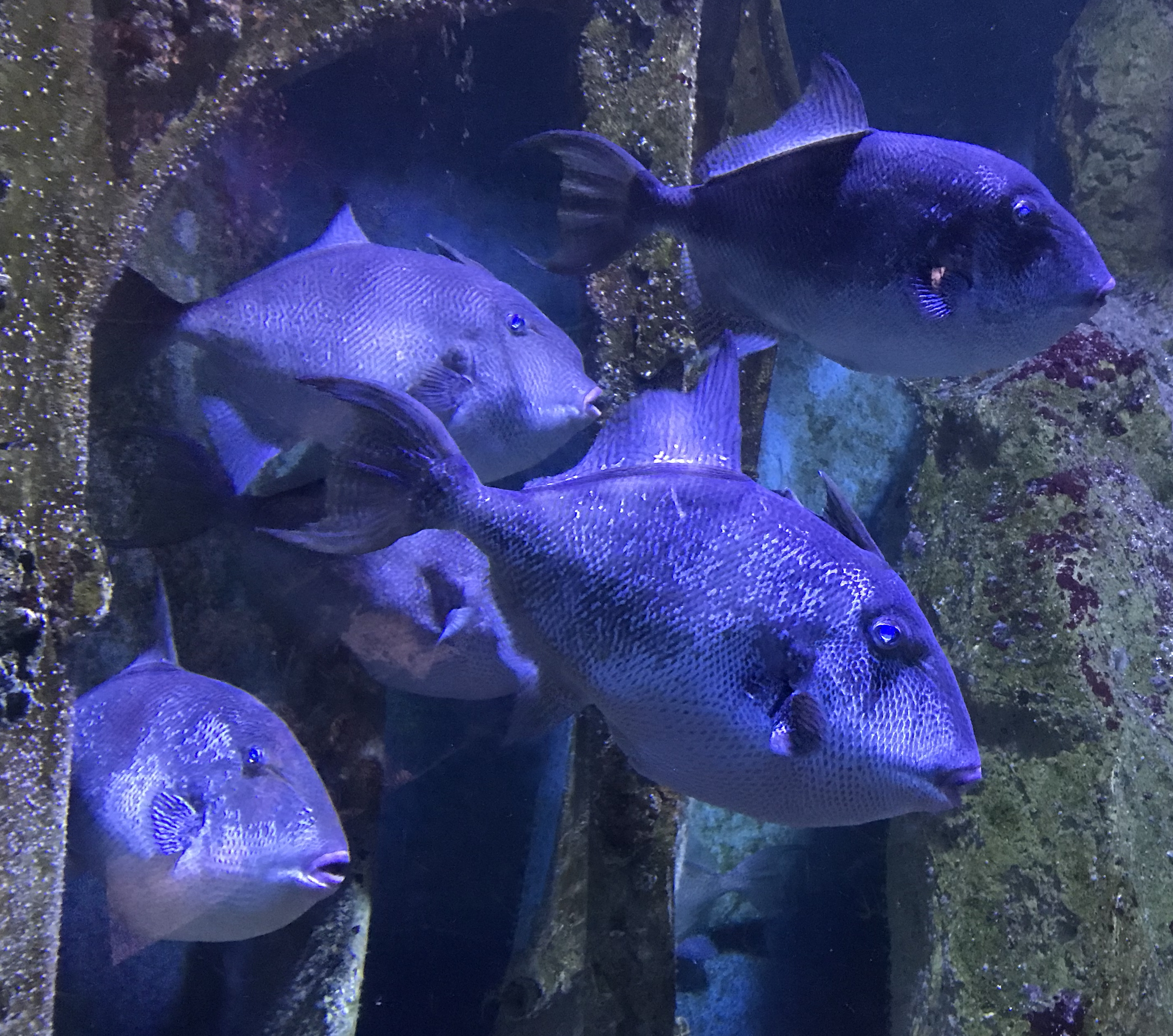
Des balistes communs. Grand aquarium de Saint-Malo, octobre 2024.